# 天堂镇 (新兴县)
天堂镇，是中华人民共和国广东省云浮市新兴县下辖的一个乡镇级行政单位，位於新興縣西南，與陽春市春灣鎮相鄰。

## 名稱由來
相傳天堂鎮水源短缺，人們為此挖了一千口水塘，此地因而名為「千塘」，後因水從天上來，因此改稱「天塘」，最後因為「塘」與「堂」同音而改稱「天堂」。

## 行政区划
天堂镇下辖以下地区：
荣华社区、东中社区、东南社区、东西社区、东北社区、五一村、五二村、东震村、西震村、五西村、五东村、朱所村、元头岗村、龙坪村、南顺村、黄京田村、中间村、区村、清塘村、内东村、禹岗村和莲塘村。

## 著名人物
- 翟汪，民國時期軍政人物
- 李耀漢，民國時期軍政人物
- 陳狄克，香港演員